# Google Keep
Google Keep è un servizio di Google pubblicato il 20 marzo 2013.
È uno strumento per prendere annotazioni, disponibile sul Play Store per i dispositivi Android, sul Chrome Store per Google Chrome e sull'App Store per i dispositivi iOS.

## Contesto
Google Keep consente agli utenti di creare diversi tipi di note, tra cui: testi, elenchi, immagini e audio. Gli utenti possono impostare promemoria, integrati con Google Now, con opzioni per l'ora o la posizione. Il testo dalle immagini può essere estratto utilizzando la tecnologia di riconoscimento ottico dei caratteri. Le registrazioni vocali create tramite Keep vengono trascritte automaticamente. Keep può convertire le note di testo in checklist. Gli utenti possono scegliere tra una visualizzazione a colonna singola e una visualizzazione a più colonne. Le note possono essere codificate a colori, con opzioni per: bianco, rosso, arancione, giallo, verde, verde acqua, blu o grigio. Gli utenti possono premere il pulsante "Copia in Google Doc" che copia automaticamente tutto il testo in un nuovo documento di Google Docs. Gli utenti possono creare note ed elenchi tramite la voce.

## Versioni

### Android
La versione per Android è stata resa disponibile prima di quella per browser ed è disponibile sul Play Store. L'interfaccia è molto minimale: nella parte inferiore destra sono presenti tutte le funzioni (nota classica, task, registrazione e foto), nella parte superiore sono presenti le anteprime di tutte le note, per archiviarle è sufficiente fare uno swipe verso destra o sinistra. Le note possono essere condivise con altri utenti e raggruppate per etichetta e colore.

### Web
La versione web è stata messa in commercio il 2 maggio 2013; l'interfaccia è leggermente diversa da quella dell'app per Android: nella parte superiore è presente una barra con le funzioni nota classica, task e foto, nella parte inferiore sono presenti le anteprime di tutte le note. Le note possono essere condivise con altri utenti e raggruppate per etichetta e colore. È disponibile anche nel Google Chrome Store.